# Luca Benedetti
Pour les articles homonymes, voir Benedetti.
Luca Benedetti (né le 22 juin 1988 à Trente) est un coureur cycliste italien. Actif durant les années 2000 et 2010, il est suspendu à vie à la suite de deux infractions à la règlementation antidopage.

## Biographie
En 2010, Luca Benedetti est membre de l'équipe Lucchini-Unidelta. Des médicaments de contrebande sont trouvés au domicile du manager et au centre d'entraînement de l'équipe lors de perquisition. Luce Benedetti se voit infliger une suspension d'un an.
En mai 2014, il intègre l'équipe continentale Amore e Vita-Selle SMP. Quatrième de la Philadelphia Cycling Classic pour ses débuts, il remporte ensuite le classement de la montagne du Grand Prix cycliste de Saguenay puis s'impose lors de la première étape du Tour de Beauce. Il fait cependant l'objet d'un contrôle antidopage positif à la darbepoetine lors du Grand Prix Saguenay et est suspendu à vie.

## Palmarès
- 2008
  - 2e de Milan-Rapallo
  - 3e de la Medaglia d'Oro Nino Ronco
- 2009
  - 2e étape du Tour de la Bidassoa
  - 3e du GP Industria Commercio Artigianato - Botticino
- 2010
  - 2e du Trofeo Tosco-Umbro
  - 2e de la Medaglia d'Oro Consorzio Marmisti Valpantena
  - 3e du Giro del Belvedere
- 2011
  - 3e du Trofeo Zssdi
- 2012
  - Giro delle Valli Aretine
  - Trofeo SC Corsanico
  - Trofeo Dover Danilo Bonfanti
  - Trofeo Castelnuovo Val di Cecina
  - 2e du Giro delle Valli Cuneesi 
  - 2e de Florence-Viareggio
  - 3e du Trophée de la ville de Malmantile
  - 3e du Trofeo Salvatore Morucci
- 2013
  - Trofeo Riccardo Galardi
  - Coppa Fiera di Mercatale
  - Trofeo Alta Valle del Tevere
  - Giro del Pratomagno
  - Grand Prix Industrie del Marmo
  - Grand Prix de la ville d'Empoli
  - Trofeo SC Corsanico
  - Gran Premio Chianti Colline d'Elsa
  - Coppa Ciuffenna
  - Coppa Città di San Daniele
  - 2e du Trofeo Castelnuovo Val di Cecina
  - 2e du Gran Premio Comune di Cerreto Guidi
  - 2e de Milan-Rapallo
  - 3e du Grand Prix San Giuseppe
  - 3e du Trophée Edil C 
  - 3e du Giro delle Due Province
  - 3e de la Coppa 29 Martiri di Figline di Prato
- 2014
  - Transversale des As de l'Ain
  - Coppa Varignana
  - 1re étape du Tour de Beauce
  - GP Industria Commercio Artigianato - Botticino
  - Memorial Matricardi Ippolito
  - 2e de Florence-Empoli
  - 2e du Gran Premio Montanino

## Classements mondiaux
| Année            | 2009 | 2010 | 2011 | 2012 | 2013 | 2014 |
| ---------------- | ---- | ---- | ---- | ---- | ---- | ---- |
| UCI Europe Tour  | 928e | 401e | 686e |      | 166e |      |
| UCI Asia Tour    |      |      |      |      |      | 226e |
| UCI America Tour |      |      |      |      |      | 83e  |